# طواف إقليم الباسك 2016
طواف إقليم الباسك 2016 (بالبشكنشية: Euskal Herriko itzulia 2016) هو سباق دراجات هوائية، وهو الموسم رقم 56 من نفس السباق، وأقيم خلال الفترة 4 أبريل 2016، وحتى 9 أبريل 2016، وامتدّ لمسافة 852.3 كيلومتر، وهو أحد سباقات طواف العالم للدراجات 2016، وهو من نوع سباق المرحلة، وقد شارك في السباق 158 متسابقاً ووصل إلى نهايته 97 متسابقاً.
فاز فيه بالمركز الأول ألبيرتو كونتادور، وبالمركز الثاني سيرجيو هيناو، وبالمركز الثالث نيرو كوينتانا، والفائز حسب ترتيب السرعة نيكولاس ايديت، والفريق الفائز في ترتيب الفرق سكاي 2016.

## الفرق
| فرق عالمية (18)- AG2R La Mondiale - أستانا - بي إم سي راسينغ - Cannondale - Dimension Data - Etixx-Quick Step - FDJ - Giant-Alpecin - IAM Cycling - Katusha - Lampre-Merida - Lotto NL-Jumbo - Lotto-Soudal - موفيستار - Orica-GreenEDGE - Sky - Tinkoff - Trek-Segafredo فرق قارية محترفة (2)- كاجا رورال-سيغوروس 2016 ‏ - Cofidis, Solutions Crédits |  |
| |  |

## المراحل
| قائمة المراحل | قائمة المراحل | قائمة المراحل                  | قائمة المراحل      | قائمة المراحل | قائمة المراحل    | قائمة المراحل    |
| المرحلة       | التاريخ       | الدورة                         |                    | المسافة (كم)  | الفائز بالمرحلة  | القائد العام     |
| ------------- | ------------- | ------------------------------ | ------------------ | ------------- | ---------------- | ---------------- |
| 1             | 4 أبريل       | إتيكسبارريا – ماركاينا-كزيماين | مرحلة جبلية متوسطة | 144           | لويس ليون سانشيز | لويس ليون سانشيز |
| 2             | 5 أبريل       | ماركاينا-كزيماين – أموريو      | مرحلة جبلية متوسطة | 174.3         | مايكل اندا       | مايكل اندا       |
| 3             | 6 أبريل       | فيتوريا-غاستايز – Lesaka ‏      | مرحلة جبلية متوسطة | 193.5         | ستيف كامينغز     | مايكل اندا       |
| 4             | 7 أبريل       | Lesaka ‏ – أوريو                | مرحلة جبلية متوسطة | 165           | صمويل سانتشيث    | ويلكو كيليرمان   |
| 5             | 8 أبريل       | أوريو – Arrate ‏                | مرحلة جبلية        | 159           | دييغو روزا       | سيرجيو هيناو     |
| 6             | 9 أبريل       | إيبار – إيبار                  | فردي ضد الساعة     | 16.5          | ألبيرتو كونتادور | ألبيرتو كونتادور |

## الفائزون
| الترتيب       | الفائز           |
| ------------- | ---------------- |
| الفائز        | ألبيرتو كونتادور |
| الثاني        | سيرجيو هيناو     |
| الثالث        | نيرو كوينتانا    |
| حسب النقاط    | سيرجيو هيناو     |
| تسلق الجبل    | دييغو روزا       |
| سباقات السرعة | نيكولاس ايديت    |
| أفضل شاب      | لوسون كرادوك     |
| الفريق        | سكاي             |

## وصلات خارجية
- الموقع الرسمي
- طواف إقليم الباسك 2016 على موقع إحصائيات الدراجات الإحترافية (الإنجليزية)